# 끈끈이귀개과
끈끈이귀개과(-----科, 학명: Droseraceae 드로세라케아이[*])는 석죽목의 과이다. 끈끈이주걱과(-----科)로도 알려져 있다.
일반적으로 온대에서 열대에 걸쳐 분포하며, 세계적으로 3개 속에 약 100종 정도가 알려져 있다. 한국에는 끈끈이귀개·끈끈이주걱·긴잎끈끈이주걱·벌레먹이말 등 2속 4종이 분포하고 있다.
대부분 습지에서 자라는 한해살이 또는 여러해살이 초본으로서, 곤충이나 그 밖의 작은 동물들을 잡아먹는다. 어린 시기의 잎은 소용돌이 모양으로 감기면서 어긋난다. 꽃은 양성화로 방사대칭이며, 1개가 피거나 또는 총상꽃차례 원추꽃차례를 이룬다. 꽃받침조각은 4-5개로 아랫부분이 합쳐져 있으며, 5개의 꽃잎은 각기 떨어져 있다. 수술은 4-20개이고, 꽃가루는 4개씩 뭉쳐서 방출된다. 씨방은 상위로, 3-5개의 심피로 이루어져 있으며 안에 1개의 방이 있는데, 그 안의 측막 태자리에는 소수 또는 다수의 밑씨가 만들어진다. 3-5개의 암술대가 있으며, 암술머리는 종종 갈라져 있다. 열매는 삭과로, 여러 개의 씨가 포함되어 있다.

## 하위 분류
| 현존 - 끈끈이귀개속(Drosera L.) - 벌레먹이말속(Aldrovanda L.) - 파리지옥속(Dionaea J.Ellis) | 멸종 - †Droserapites Huang - †Droserapollis Krutzsch - †Droseridites Cookson ex R.Potonié - †Fischeripollis Muller - †Palaeoaldrovanda Knobloch & Mai - †Saxonipollis Krutzsch |